# Province de Chayanta
La province de Chayanta est une des 16 provinces du département de Potosí, en Bolivie. Son chef-lieu est Colquechaca.

## Population
Sa population s'élevait à 90 205 habitants au recensement de 2001.

## Administration
La province est subdivisée en quatre municipes (municipios) :
- Colquechaca
- Ocurí
- Pocoata
- Ravelo